# Mariupolj
Mariupolj (ukrajinski: Маріуполь, ruski: Мариуполь, grčki: Μαριούπολη) grad je u istočnoj Ukrajini (u Donjeckoj oblasti). Zemljopisni položaj mu je 47°33′N 37°45′E / 47.550°N 37.750°E.
Osnovan je 1778. 1948. godine postaje Ždanov, 1989. postaje Mariupol. Staljinovo brzo industrijaliziranje SSSR-a preobrazilo je usnuli grad u veliko industrijsko središte 1930-ih. U gradu se nalaze Mariupolski kovinokombinat i kovinokombinat Azovstalj.
Grad je znatno oštećen 2022. u opsadi.

## Stanovništvo
Dana 1. srpnja 2009. godine grad je imao 492 450.  U prošlom stoljeću populacija je narasla gotovo 12 puta. Grad je naseljen Ukrajincima, Rusima, Grcima, Bjelorusima, Armencima, Židovima, itd. Glavni jezik je ruski.
- Popis stanovništva 2002. godine

| Narod             | Broj    | Postotak (%) |
| ----------------- | ------- | ------------ |
| Ukrajinci         | 248 683 | 48,7         |
| Rusi              | 226 848 | 44,4         |
| Grci              | 21 923  | 4,3          |
| Bjelorusi         | 3858    | 0,8          |
| Armenci           | 1205    | 0,2          |
| Židovi            | 1176    | 0,2          |
| Bugari            | 1082    | 0,2          |
| ostali            | 6060    | 1,2          |
| Ukupno stanovnika | 510 835 | 100          |

## Vanjske poveznice
- (rus.) Mariupol' gradski portal  Arhivirana inačica izvorne stranice od 11. travnja 2007. (Wayback Machine)
- (engl.) Ilyich Mariupol steel and iron works  Arhivirana inačica izvorne stranice od 7. ožujka 2006. (Wayback Machine)